# Sankt Kanzian am Klopeiner See
Sankt Kanzian am Klopeiner See (tiếng Slovene: Škocjan v Podjuni) là một khu tự quản ở huyện Völkermarkt thuộc tiểu bang Kärnten của nước Áo.